# José María Morelos (Sonora)
José María Morelos es un ejido del municipio de Caborca ubicado en el noroeste del estado mexicano de Sonora, en la zona del desierto de Sonora. Según los datos del Censo de Población y Vivienda realizado en 2020 por el Instituto Nacional de Estadística y Geografía (INEGI), José María Morelos tiene un total de 495 habitantes.

## Geografía
José María Morelos se sitúa en las coordenadas geográficas 30°48'27" de latitud norte y 112°41'13" de longitud oeste del meridiano de Greenwich, a una elevación de 99 metros sobre el nivel del mar.